# Oxford (Maine)
Oxford ist eine Town im Oxford County des Bundesstaates Maine in den Vereinigten Staaten. Im Jahr 2020 lebten dort 4229 Einwohner in 2211 Haushalten auf einer Fläche von 108,47 km².

## Geographie
Nach dem United States Census Bureau hat Oxford eine Gesamtfläche von 108,47 km², von der 100,28 km² Land sind und 8,18 km² aus Gewässern bestehen.

### Geographische Lage
Oxford liegt im Südosten des Oxford Countys und grenzt im Osten an das Androscoggin County. Der Little Androscoggin River durchfließt das Gebiet der Town in südlicher Richtung.  Im Südwesten liegt der Thompson Lake, östlich von ihm der Whitney Pond und der Hogan Pond. Im Westen grenzt der Marshall Pond an. Die Oberfläche des Gebietes ist leicht hügelig, die höchste Erhebung ist der 255 m hohe Horse Hill.

### Nachbargemeinden
Alle Entfernungen sind als Luftlinien zwischen den offiziellen Koordinaten der Orte aus der Volkszählung 2010 angegeben.
- Norden: Paris, 11,6 km
- Nordosten: Hebron, 9,8 km
- Osten: Minot, Androscoggin County, 15,2 km
- Südosten: Mechanic Falls, Androscoggin County, 7,8 km
- Süden: Poland, Androscoggin County, 12,5 km
- Westen: Otisfield, 8,6 km
- Nordwesten: Norway, 14,2 km

### Stadtgliederung
In Oxford gibt es mehrere Siedlungsgebiete: Caldwell Corner, East Oxford, Oxford, Oxford Station, Paine Corner, Pratt Corner, South Oxford und Welchville.

### Klima
Die mittlere Durchschnittstemperatur in Oxford liegt zwischen −8,3 °C (17 °F) im Januar und 20,0 °C (68 °F) im Juli. Damit ist der Ort gegenüber dem langjährigen Mittel Maines um etwa 2 Grad kühler. Die Schneefälle zwischen Oktober und Mai liegen mit deutlich mehr als zwei Metern (bei einem Spitzenwert im Januar von knapp 50 cm) ungefähr doppelt so hoch wie die mittlere Schneehöhe in den USA. Die tägliche Sonnenscheindauer liegt am unteren Rand des Wertespektrums der USA.

## Geschichte
Oxford gehörte bis 1829 zu Hebron und wurde am 27. Februar als eigenständige Town organisiert. Die Besiedlung durch europäische Siedler startete nach dem Unabhängigkeitskrieg.
Teile von Otisfield wurden im Jahr 1830 hinzugenommen und von Paris im Jahr 1838.

### Einwohnerentwicklung
| Volkszählungsergebnisse – Town of Oxford, Maine | Volkszählungsergebnisse – Town of Oxford, Maine | Volkszählungsergebnisse – Town of Oxford, Maine | Volkszählungsergebnisse – Town of Oxford, Maine | Volkszählungsergebnisse – Town of Oxford, Maine | Volkszählungsergebnisse – Town of Oxford, Maine | Volkszählungsergebnisse – Town of Oxford, Maine | Volkszählungsergebnisse – Town of Oxford, Maine | Volkszählungsergebnisse – Town of Oxford, Maine | Volkszählungsergebnisse – Town of Oxford, Maine | Volkszählungsergebnisse – Town of Oxford, Maine |
| Jahr                                            | 1800                                            | 1810                                            | 1820                                            | 1830                                            | 1840                                            | 1850                                            | 1860                                            | 1870                                            | 1880                                            | 1890                                            |
| ----------------------------------------------- | ----------------------------------------------- | ----------------------------------------------- | ----------------------------------------------- | ----------------------------------------------- | ----------------------------------------------- | ----------------------------------------------- | ----------------------------------------------- | ----------------------------------------------- | ----------------------------------------------- | ----------------------------------------------- |
| Einwohner                                       | 69                                              |                                                 |                                                 | 1116                                            | 1254                                            | 1233                                            | 1281                                            | 1631                                            | 1655                                            | 1455                                            |
| Jahr                                            | 1900                                            | 1910                                            | 1920                                            | 1930                                            | 1940                                            | 1950                                            | 1960                                            | 1970                                            | 1980                                            | 1990                                            |
| Einwohner                                       | 1331                                            | 1221                                            | 1097                                            | 1125                                            | 1316                                            | 1569                                            | 1658                                            | 1892                                            | 3143                                            | 3705                                            |
| Jahr                                            | 2000                                            | 2010                                            | 2020                                            | 2030                                            | 2040                                            | 2050                                            | 2060                                            | 2070                                            | 2080                                            | 2090                                            |
| Einwohner                                       | 3960                                            | 4110                                            | 4229                                            |                                                 |                                                 |                                                 |                                                 |                                                 |                                                 |                                                 |

## Kultur und Sehenswürdigkeiten

### Bauwerke
In Oxford wurden zwei Bauwerke und Plätze unter Denkmalschutz gestellt und  ins National Register of Historic Places aufgenommen.
- Center Meeting House and Common, 1997 unter der Register-Nr. 97000606.[10]
- Oxford Congregational Church and Cemetery, 1994 unter der Register-Nr. 94000637.[11]

### Sport
In Oxford befindet die Autorennstrecke Oxford Plains Speedway und der Oxford Plains Dragway. Hier finden regelmäßig Autorennen statt.

## Wirtschaft und Infrastruktur

### Verkehr
Die Maine State Route 121 verläuft durch den südöstlichen Teil der Town, teilweise entlang des Nordufers des Thompson Lakes. Die Maine State Route 26 verläuft parallel zum Little Androscoggin River in nordsüdliche Richtung. An der Route 26 liegen die Autorennbahn Oxford Plains Speedway und der Oxford County Regional Airport.
Güterverkehr wird über die Bahnstrecke Portland–Island Pond abgewickelt.

### Öffentliche Einrichtungen
In Oxford gibt es keine Krankenhäuser oder medizinische Einrichtungen. Die nächstgelegenen befinden sich in Bridgeton, Norway, South Paris und Auburn.
In Oxford befindet sich die Freeland Holmes Library in der Pleasant Street. Sie besteht seit 1873 und geht auf ein Legat von Freeland Holmes, einem Bürger aus Oxford, der in San Francisco als Geschäftsmann gearbeitet hatte, zurück.

### Bildung
Oxford gehört mit Harrison, Hebron, Norway, Otisfield, Paris, South Paris und Waterford zum Oxford Hills School District auch MASD17.
Im Schulbezirk werden folgende Schulen angeboten:
- Waterford Memorial School in Waterford, Schulklassen Pre-Kindergarten bis 2
- Agnes Gray Elementary in West Paris, Schulklassen Pre-Kindergarten bis 6
- Harrison Elementary in Harrison, Schulklassen 3 bis 6
- Hebron Station  in Hebron, Schulklassen Pre-Kindergarten bis 6
- Otisfield Community in Otisfield, Pre-Kindergarten bis 6
- Oxford Elementary in Oxford, Schulklassen Pre-Kindergarten bis 6
- Paris Elementary in Paris, Schulklassen Pre-Kindergarten bis 6
- Guy E. Rowe Elementary in Norway, Schulklassen Pre-Kindergarten bis 6
- Oxford Hills Middle School in South Paris, Schulklassen 7 bis 8
- Oxford Hills Comprehensive High School in South Paris, Schulklassen 9 bis 12

## Persönlichkeiten

### Persönlichkeiten, die vor Ort gewirkt haben
- John J. Perry (1811–1897), Polizeichef im Oxford County und Politiker
- Andrew Sockalexis (1891–1919), Langstreckenläufer